# Banach Journal of Mathematical Analysis
Banach Journal of Mathematical Analysis is een internationaal, aan collegiale toetsing onderworpen open access wetenschappelijk tijdschrift op het gebied van de functionaalanalyse en operatorentheorie. De naam van het tijdschrift, die refereert aan de wiskundige Stefan Banach, wordt in literatuurverwijzingen meestal afgekort tot Banach J. Math. Anal. Het wordt uitgegeven door de Iraanse Tusi Mathematical Research Group en verschijnt 2 keer per jaar. Het eerste nummer verscheen in 2007.